# 1979–1980-as csehszlovák labdarúgó-bajnokság (első osztály)
A csehszlovák 1. liga 1979-80-as szezonja volt a bajnokság 54. kiírása. 16 csapat küzdött a bajnoki címért: 8 cseh és 8 szlovák. A bajnok második alkalommal a Baník Ostrava lett. A gólkirály a bajnokcsapat játékosa Verner Lička lett 18 góllal.

## Végeredmény
| #  | Csapat                | J  | Gy | D  | V  | Rg | Kg | Gk  | P  | Megjegyzés               |
| -- | --------------------- | -- | -- | -- | -- | -- | -- | --- | -- | ------------------------ |
| 1  | Baník Ostrava         | 30 | 16 | 9  | 5  | 47 | 23 | +24 | 41 | Bajnok, 1980–1981-es BEK |
| 2  | Zbrojovka Brno        | 30 | 15 | 6  | 9  | 59 | 39 | +20 | 36 | 1979–1980-as UEFA-kupa   |
| 3  | Bohemians Praha       | 30 | 13 | 8  | 9  | 35 | 35 | 0   | 34 | 1979–1980-as UEFA-kupa   |
| 4  | Dukla Praha           | 30 | 15 | 3  | 12 | 53 | 25 | +28 | 33 |                          |
| 5  | Inter Bratislava      | 30 | 12 | 9  | 9  | 33 | 23 | +10 | 33 |                          |
| 6  | Plastika Nitra        | 30 | 14 | 4  | 12 | 50 | 46 | -4  | 32 |                          |
| 7  | Spartak Trnava        | 30 | 11 | 10 | 9  | 35 | 35 | 0   | 32 |                          |
| 8  | Lokomotíva Košice     | 30 | 12 | 7  | 11 | 40 | 32 | +8  | 31 |                          |
| 9  | Slavia Praha          | 30 | 12 | 6  | 12 | 43 | 42 | +1  | 30 |                          |
| 10 | Sparta Praha          | 30 | 10 | 10 | 10 | 39 | 42 | -3  | 30 | 1980–1981-es KEK         |
| 11 | Slovan Bratislava     | 30 | 11 | 7  | 12 | 31 | 35 | -4  | 29 |                          |
| 12 | RH Cheb               | 30 | 9  | 10 | 11 | 36 | 43 | -7  | 28 |                          |
| 13 | ZŤS Košice            | 30 | 11 | 4  | 15 | 35 | 42 | -7  | 26 |                          |
| 14 | Dukla Banská Bystrica | 30 | 11 | 4  | 15 | 30 | 50 | -20 | 26 |                          |
| 15 | Jednota Trenčín       | 30 | 8  | 4  | 18 | 27 | 63 | -36 | 20 | Kiesett                  |
| 16 | Škoda Plzeň           | 30 | 5  | 9  | 16 | 25 | 43 | -18 | 19 | Kiesett                  |

A bajnok Baník Ostrava játékosai
Pavel Mačák (15/0/5), Pavol Michalík (15/0/11) – Milan Albrecht (21/5), Augustín Antalík (28/2), Václav Daněk (24/7), František Kadlček (4/0), Lubomír Knapp (24/7), Verner Lička (30/18), Zdeněk Lorenc (3/0), Jozef Marchevský (15/0), Jan Matuštík (7/0), Petr Němec (25/1), Václav Pěcháček (16/0), Libor Radimec (29/1), Zdeněk Rygel (25/0), Lubomír Šrámek (30/0), Zdeněk Šreiner (30/4), Dušan Šrubař (10/1), Rostislav Vojáček (24/1).
Edző: Evžen Hadamczik, segédedzők: Zdeněk Šajer és František Schmucker
Az ezüstérmes Zbrojovka Brno játékosai
Eduard Došek (5/0/1), Josef Hron (25/0/7) – Libor Došek (30/4), Jiří Dvořák (2/0), Karel Dvořák (26/0), Štefan Horný (23/1), Petr Janečka (26/15), Karel Jarůšek (28/10), Jan Kopenec (29/2), Augustin Košař (1/0), Vítězslav Kotásek (20/3), Karel Kroupa (27/16), Josef Mazura (27/1), Josef Mezlík (2/0), Josef Mifek (2/0), Jaroslav Petrtýl (29/0), Karel Skála (3/0), Jindřich Svoboda (28/6), Rostislav Václavíček (30/1), Václav Vojtek (17/0).
Edző: Josef Masopust, segédedző: Viliam Padúch
A bronzérmes Bohemians Praha játékosai
Vladimír Borovička (13/0/3), Zdeněk Hrsina (3/0/0), Zdeněk Hruška (15/0/5) – Přemysl Bičovský (30/6), Svatopluk Bouška (3/0), Milan Čermák (23/1), Karol Dobiaš (22/4), Petr Firický (1/0), Václav Hybš (9/0), Pavel Chaloupka (15/0), František Jakubec (29/3), Pavel Klouček (19/3), Jiří Kotrba (8/0), Stanislav Levý (14/1), Jaroslav Němec (16/3), Igor Novák (3/1), Jiří Ondra (21/1), Antonín Panenka (27/5), Zdeněk Prokeš (25/2), Jiří Rosický (11/0), Karel Roubíček (28/3), Miloslav Tichý (24/1), Rostislav Vybíral (26/1).
Edző: Tomáš Pospíchal, segédedző: Josef Zadina